# Pandaka
Pandaka es un género de peces de la familia de los Gobiidae en el orden de los Perciformes.

## Especies
Las especies de este género son:
- Pandaka bipunctata Wu, 2008
- Pandaka lidwilli (McCulloch, 1917)
- Pandaka pusilla Herre, 1927
- Pandaka pygmaea Herre, 1927
- Pandaka rouxi (Weber, 1911)
- Pandaka silvana (Barnard, 1943)
- Pandaka trimaculata Akihito & Meguro, 1975